# Józef Jasiński (podpułkownik)
Józef Jasiński (ur. 11 czerwca 1881 w Bereźnicy Szlacheckiej, pow. kałuski, zm. ?) – podpułkownik piechoty Wojska Polskiego, kawaler Orderu Virtuti Militari.

## Życiorys
Józef Jasiński urodził się 11 czerwca 1881 roku w Bereżnicy Szlacheckiej, pow. kałuski. Rodzice: Mikołaj Jasiński i Marianna Sobków. W czasie wojny z bolszewikami walczył w szeregach 42 pułku piechoty. Dowodził III batalionem. 9 czerwca 1920 roku został ranny w walkach pod miejscowością Obgów. Od 26 lipca do 1 sierpnia 1920 roku dowodził pułkiem w zastępstwie etatowego dowódcy. 14 października 1920 roku został zatwierdzony z dniem 1 kwietnia 1920 roku w stopniu majora, w piechocie, w grupie oficerów byłej armii austro-węgierskiej.
1 czerwca 1921 roku w dalszym ciągu pełnił służbę w 42 pp. 3 maja 1922 roku został zweryfikowany w stopniu majora ze starszeństwem z dniem 1 czerwca 1919 roku i 261. lokatą w korpusie oficerów piechoty. W latach 1923–1925 pełnił służbę w Departamencie Piechoty Ministerstwa Spraw Wojskowych w Warszawie, pozostając oficerem nadetatowym 42 pp w Białymstoku. Z dniem 25 lutego 1925 roku został przeniesiony do Korpusu Ochrony Pogranicza na stanowisko dowódcy 12 batalionu granicznego w Skałacie. 28 lutego 1927 roku został przeniesiony z KOP do 42 pp z równoczesnym przeniesieniem służbowym do Powiatowej Komendy Uzupełnień Lwów Miasto na okres czterech miesięcy. 
22 lipca 1927 roku został przeniesiony do kadry oficerów piechoty z równoczesnym przydziałem do PKU Lwów Miasto na stanowisko komendanta. 26 kwietnia 1928 roku został zwolniony z zajmowanego stanowiska i oddany do dyspozycji dowódcy Okręgu Korpusu Nr VI. Z dniem 31 października 1928 roku został przeniesiony w stan spoczynku. W 1934 roku pozostawał w ewidencji Powiatowej Komendy Uzupełnień Nowy Targ. Posiadał przydział do Oficerskiej Kadry Okręgowej Nr V. Był wówczas „przewidziany do użycia w czasie wojny”.

## Ordery i odznaczenia
- Krzyż Srebrny Orderu Wojskowego Virtuti Militari nr 1615[3][18]
- Krzyż Walecznych (dwukrotnie) „za czyny męstwa i odwagi wykazane w bojach toczonych w latach 1918–1921”